# Meunasah Bak Trieng
Meunasah Bak Trieng is een bestuurslaag in het regentschap Aceh Besar van de provincie Atjeh, Indonesië. Meunasah Bak Trieng telt 323 inwoners (volkstelling 2010).